# Félix Sanz Roldán
Félix Sanz Roldán (Uclés, Cuenca, 20 de enero de 1945) es un militar español que ha servido como jefe del Estado Mayor de la Defensa entre los años 2004 y 2008 y como director del Centro Nacional de Inteligencia entre 2009 y 2019.

## Biografía
Ingresó en la Academia General Militar, con la XXI Promoción de 1962, siendo promovido a Teniente de Artillería en 1966, con la CCLIV (254) Promoción del Arma.
Como teniente, prestó servicios en el Batallón de Instrucción de Reclutas n.º 1 en El Aaiún, Sáhara Español; fue jefe interino de batería lanzacohetes “C” en el Regimiento de Artillería Lanzacohetes de Campaña en Astorga, León; y jefe de la Sección de Distribución de Fuegos del Grupo I Mixto de Misiles Superficie-Aire (HAWK) en San Roque, Cádiz.
Tras su ascenso a capitán, fue destinado al Regimiento de Artillería de Campaña n.º 11 en Vicálvaro, (Madrid) y después al mando de batería de cañones autopropulsados 175/60 (M107). Una vez cursados sus estudios de Estado Mayor, desempeñó destinos de Estado Mayor en la Brigada Acorazada XII en El Goloso, (Madrid) y en el Estado Mayor Combinado Hispano-Norteamericano (Madrid); fue jefe de batería de Plana Mayor y de batería de Servicios, en el Grupo de Artillería de Campaña ATP-XI en Campamento, (Madrid) y perteneció al Grupo de Investigación y Doctrina de la Academia de Artillería en Fuencarral (Madrid).
Una vez nombrado comandante, fue destinado como agregado militar adjunto a la Embajada de España en Washington D. C. y, posteriormente, a la Sección de Estructuras y Orgánica de la División de Planes y Organización del Estado Mayor del Ejército. Previo ascenso a teniente coronel, fue designado para el mando del Grupo de Artillería de Campaña Autopropulsada XII de la Brigada Acorazada, en El Goloso, Madrid y, a su cese fue destinado a la Misión Militar de España ante el comandante supremo aliado de Europa (SACEUR) en Mons, Bélgica.
En julio de 1997, y ya como coronel, fue jefe de la Sección de Tratados Internacionales de la División de Planes y Organización del Estado Mayor del Ejército y jefe del Área de Relaciones con la OTAN/UEO de la Subdirección General de Asuntos Internacionales de la Dirección General de Política de Defensa.
Ascendió a general de brigada en 1998, y fue designado para ocupar el cargo de subdirector general de Planes y Relaciones Internacionales en la Dirección General de Política de Defensa (DIGENPOL) del Ministerio de Defensa.
Tras ser general de división (2001) continuó en su cargo en la Dirección General de Política de Defensa (DIGENPOL).
En 2004, fue nombrado teniente general y director general de Política de Defensa, y poco después jefe de Estado Mayor de la Defensa (JEMAD) y general de ejército. Ejerció este cargo hasta 2008, cuando el Consejo de Ministros nombró al teniente general del Ejército del Aire Julio Rodríguez Fernández como sustituto.
Félix Sanz Roldán ha ocupado el cargo de alto representante para la Presidencia Española de la UE, con dependencia directa del presidente del Gobierno. En 2009, fue investido doctor honoris causa por la Universidad Alfonso X el Sabio de Madrid.
El 2 de julio de 2009 fue nombrado director del Centro Nacional de Inteligencia con rango de secretario de Estado, en sustitución de Alberto Saiz. y en 2014 fue revalidado en el cargo. Finalizó su mandato el 5 de julio de 2019, tras 10 años al frente de los servicios de inteligencia españoles. Por su dedicación, se le concedió la Gran Cruz del Mérito Militar con distintivo blanco.
Es caballero de la Real Orden del Monasterio de Yuste y fue, como jefe del Estado Mayor de la Defensa, consejero nato del Consejo de Estado. En 2008 fue recibido como caballero de la Real Cofradía de Caballeros Cubicularios de Zamora.

## Cursos
Ha realizado los siguientes cursos:
- Sistemas de Direcciones de Tiro y Detección y Localización de Objetivos.
- Oficial Táctico de Misiles HAWK.
- Especialista en Artillería Autopropulsada.
- Técnico de Mantenimiento de Misiles Superficie-Aire (HAWK), por la Escuela de Misiles y Municiones del Ejército de los Estados Unidos, REDSTONE Arsenal, Alabama.
- Diplomado de Estado Mayor.
- Especialista en Cooperación Aeroterrestre.
- Avanzado de Artillería de Campaña por la Escuela de Artillería de Campaña del Ejército de los Estados Unidos, FORT SILL, Oklahoma.
- Colegio de Defensa de la OTAN (NADEFCOL), en Roma Italia.
- Diplomado en Cuestiones Internacionales, del Instituto de Cuestiones Internacionales, Madrid.
- Curso de Alta Gestión y Administración de Recursos en el CESEDEN (ALEMI), en MADRID.

## Condecoraciones
- Gran Cruz al Mérito Militar. distintivo blanco (2019)
- Gran Cruz al Mérito Naval. distintivo blanco (2000)
- Gran Cruz de la Real y Militar Orden de San Hermenegildo. (1998)[16]
- Gran Cruz de la Orden de San Raimundo de Peñafort
- Cruz de Plata de la Orden del Mérito de la Guardia Civil.
- Cruz al Mérito Militar. distintivo blanco 1.ª clase (3 veces)
- Cruz del Mérito Aeronáutico. distintivo blanco
- Placa de la Real y Militar Orden de San Hermenegildo.
- Encomienda de la Real y Militar Orden de San Hermenegildo.
- Cruz de la Real y Militar Orden de San Hermenegildo.
- Guardia Civil Honorario.
- Gran Cruz de la Orden de Gediminas. Lituania.
- Medalla del Mérito al Servicio del Ejército de EE. UU.
- Gran cordón del Wissam Al Askari de Marruecos.
- Comendador de la Legión de Honor de Francia.
- Doctor honoris causa por la Universidad Alfonso X el Sabio.
- Medalla de Oro de Castilla-La Mancha.
- Doctor honoris causa por la Universidad Rey Juan Carlos.
- Caballero de la Real, muy Antigua e Ilustre Cofradía de Caballeros Cubicularios de San Ildefonso.

| Predecesor: Alberto Saiz Cortés    | Director del Centro Nacional de Inteligencia 2009 - 2019 | Sucesora: Paz Esteban López             |
| Predecesor: Antonio Moreno Barberá | Jefe de Estado Mayor de la Defensa 2004 - 2008           | Sucesor: José Julio Rodríguez Fernández |